# Оливейра-ду-Байру
Оливейра-ду-Байру (порт. Oliveira do Bairro; [oli'vɐiɾɐ du 'baiʁu]) — город в Португалии, центр одноимённого муниципалитета в составе округа Авейру. Находится в составе крупной городской агломерации Большое Авейру. По старому административному делению входил в провинцию Бейра-Литорал. Входит в экономико-статистический субрегион Байшу-Воуга, который входит в Центральный регион. Численность населения — 3,1 тыс. жителей (город), 21,2 тыс. жителей (муниципалитет). Занимает площадь 87,28 км².
Покровителем города считается Архангел Михаил.

## Расположение
Город расположен в 19 км на юго-восток от адм.центра округа города Авейру.
Муниципалитет граничит:
- на севере — муниципалитет Авейру
- на северо-востоке — муниципалитет Агеда
- на юго-востоке — муниципалитет Анадия
- на юго-западе — муниципалитет Кантаньеде
- на западе — муниципалитет Вагуш

## История
Город основан в 1514 году.

## Население
| Численность населения муниципалитета по годам | Численность населения муниципалитета по годам | Численность населения муниципалитета по годам | Численность населения муниципалитета по годам | Численность населения муниципалитета по годам | Численность населения муниципалитета по годам | Численность населения муниципалитета по годам | Численность населения муниципалитета по годам | Численность населения муниципалитета по годам |
| --------------------------------------------- | --------------------------------------------- | --------------------------------------------- | --------------------------------------------- | --------------------------------------------- | --------------------------------------------- | --------------------------------------------- | --------------------------------------------- | --------------------------------------------- |
| 1801                                          | 1849                                          | 1900                                          | 1930                                          | 1960                                          | 1981                                          | 1991                                          | 2001                                          | 2004                                          |
| 1939                                          | 5086                                          | 9540                                          | 14362                                         | 16699                                         | 17517                                         | 18660                                         | 21164                                         | 22365                                         |

## Состав муниципалитета
В муниципалитет входят следующие районы:
1. Буштуш
2. Мамарроза
3. Ойан
4. Оливейра-ду-Байру
5. Пальяса
6. Тровишкал

## Города-побратимы
- Ламбаль (Франция, с 1995)[1]